# Alessandro Heffler
Alessandro Heffler (Torino, 10 febbraio 1966) è un pubblicitario e montatore italiano.

## Filmografia

### Cinema
- Ilaria Alpi - Il più crudele dei giorni, regia di Ferdinando Vicentini Orgnani (2003)
- Non prendere impegni stasera, regia di Gianluca Maria Tavarelli (2006)
- Vinodentro, regia di Ferdinando Vicentini Orgnani (2013)
- Una storia sbagliata, regia di Gianluca Maria Tavarelli (2015)
- Cosa sarà, regia di Francesco Bruni (2020)
- Runner, regia di Nicola Barnaba (2024)
- The Opera! - Arie per un'eclissi, regia di Davide Livermore e Paolo Gep Cucco (2025)

### Televisione
- Paolo Borsellino, regia di Gianluca Maria Tavarelli - film TV (2004)
- Karol - Un uomo diventato papa, regia di Giacomo Battiato - film TV (2005)
- Attacco allo stato, regia di Michele Soavi - film TV (2005)
- Karol - Un papa rimasto uomo, regia di Giacomo Battiato - film TV (2006)
- Nassiriya - Per non dimenticare, regia di Michele Soavi - film TV (2007)
- Maria Montessori - Una vita per i bambini, regia di Gianluca Maria Tavarelli. - film TV (2007)
- Il capo dei capi, regia di Alexis Sweet ed Enzo Monteleone - film TV (2007)
- Aldo Moro - Il presidente, regia di Gianluca Maria Tavarelli - film TV (2008)
- Squadra antimafia - Palermo oggi, regia di Pier Belloni - serie TV (2009)
- Le cose che restano, regia di Gianluca Maria Tavarelli - serie TV (2009)
- Un paradiso per due, regia di Pier Belloni - film TV (2010)
- L'ombra del destino, regia di Pier Belloni - serie TV (2010)
- Il giovane Montalbano, regia di Gianluca Maria Tavarelli - serie TV (2011-2015)
- Il clan dei camorristi, regia di Alexis Sweet e Alessandro Angelini - serie TV (2012)
- Gli anni spezzati, regia di Graziano Diana - serie TV (2012 - 2013)
- Il restauratore, regia di Enrico Oldoini - serie TV (2013-2014)
- I delitti del BarLume, regia di Roan Johnson - serie TV (2014)
- Provaci ancora prof!, regia di Enrico Oldoini - serie TV (2015)
- Lontana da me, regia di Claudio Di Biagio - web serie (2015)
- Solo, regia di Michele Alhaique - serie TV (2016)
- Liberi sognatori - film TV (2018)
- Non mentire, regia di Gianluca Maria Tavarelli – miniserie TV (2019)
- Il silenzio dell'acqua, regia di Pier Belloni - miniserie TV (2019)
- Doc - Nelle tue mani - serie TV (2020)
- Io ti cercherò, regia di Gianluca Maria Tavarelli - serie TV (2020)
- Màkari, regia di Michele Soavi – serie TV (2021)
- Chiamami ancora amore, regia di Gianluca Maria Tavarelli - miniserie TV (2021)
- Tutto chiede salvezza, regia di Francesco Bruni - serie TV (2022-2024)
- Stucky, regia di Valerio Attanasio – serie TV (2024)
- Sara - La donna nell’ombra, regia di Carmine Elia – serie TV (2025)

### Pubblicità
- Gatorade - Leone e Gazzella
- Crodino
- Yomo - con Aldo Giovanni e Giacomo
- Fiat Croma - regia di Paolo Sorrentino, con Jeremy Irons
- Fiat - con Fiorello e Marco Baldini